# Schönberg, Sachsen
Schönberg är en ort och kommun i distriktet Zwickau i Sachsen, Tyskland. Kommunen har cirka 900 invånare.
Kommunen ingår i förvaltningsområdet Meerane-Schönberg tillsammans med staden Meerane.